# Thymelicus
Thymelicus es un género de mariposas de la familia Hesperiidae.

## Descripción
La especie tipo es Papilio acteon Rottemburg, 1775, (Thymelicus acteon según designación posterior realizada por Butler en 1870).

## Diversidad
Existen 11 especies reconocidas en el género, al menos 1 especie se ha reportado en la región Neártica

## Plantas hospederas
Las especies del género Thymelicus se alimentan de plantas de las familias Poaceae y Cyperaceae. Las plantas hospederas reportadas incluyen los géneros Brachypodium, Agrostis, Calamagrostis, Dactylis, Deschampsia, Elymus, Holcus, Phleum, Triticum, Muhlenbergia, Phalaris, Agropyron, Aira, Arrhenatherum, Bromus, Carex, Oryzopsis, Poa.